# Svedsjön
Svedsjön är en sjö i Tidaholms kommun i Västergötland och ingår i Motala ströms huvudavrinningsområde. Sjön har en area på 0,0485 kvadratkilometer och ligger 241,2 meter över havet. Sjön avvattnas av vattendraget Svedån.

## Delavrinningsområde
Svedsjön ingår i det delavrinningsområde (643532-139654) som SMHI kallar för Ovan Bistocken. Medelhöjden är 273 meter över havet och ytan är 22,39 kvadratkilometer. Det finns inga delavrinningsområden uppströms utan avrinningsområdet är högsta punkten. Svedån som avvattnar avrinningsområdet har biflödesordning 2, vilket innebär att vattnet flödar genom totalt 2 vattendrag innan det når havet efter 200 kilometer. Delavrinningsområdet består mestadels av skog (78 %). Avrinningsområdet har 0,05 kvadratkilometer vattenytor vilket ger det en sjöprocent på 0,2 %.